# Cryptopygus minimus
Cryptopygus minimus är en urinsektsart som beskrevs av John Tenison Salmon 1941. Cryptopygus minimus ingår i släktet Cryptopygus och familjen Isotomidae. Inga underarter finns listade i Catalogue of Life.